# Heap Big Chief
Heap Big Chief é um filme de comédia mudo produzido nos Estados Unidos em 1919, dirigido por Alfred J. Goulding e com atuação de Oliver Hardy.